# Nannocharax hollyi
Nannocharax hollyi är en fiskart som beskrevs av Fowler, 1936. Nannocharax hollyi ingår i släktet Nannocharax och familjen Distichodontidae. IUCN kategoriserar arten globalt som otillräckligt studerad. Inga underarter finns listade i Catalogue of Life.